# Dana Wright
Dana Wright, född den 20 september 1959 i Toronto, Kanada, är en kanadensisk friidrottare inom kortdistanslöpning.
Hon tog OS-silver på 4 x 400 meter vid friidrottstävlingarna 1984 i Los Angeles.